# 낙동정맥로
낙동정맥로(Nakdongjeongmaek-ro)는 경상북도 영양군 영양읍에서 봉화군 소천면 남회룡삼거리 잇는 경상북도의 도로이다. 낙동강 유역과 동해의 분수령인 낙동정맥에서 이름이 유래되었다.

## 주요 경유지
경상북도
- 영양군 (영양읍 - 수비면) - 봉화군 (소천면)

## 노선
| 이름         | 접속 노선                     | 소재지 | 소재지 | 비고                 |
| ------------ | ----------------------------- | ------ | ------ | -------------------- |
| (이름없음)   | 지방도 제918호선 (영양청수로) | 영양군 | 영양읍 |                      |
| 죽파4교      |                               | 영양군 | 수비면 |                      |
| 죽파3교      |                               | 영양군 | 수비면 |                      |
| 죽파2교      |                               | 영양군 | 수비면 |                      |
| 죽파1교      |                               | 영양군 | 수비면 |                      |
| 장파3교      |                               | 영양군 | 수비면 |                      |
| 장파2교      |                               | 영양군 | 수비면 |                      |
| 징파1교      |                               | 영양군 | 수비면 |                      |
| (이름없음)   | 국도 제88호선 (한티로)        | 영양군 | 수비면 | 국도 제88호선과 중복 |
| 발리삼거리   | 국도 제88호선 (한티로)        | 영양군 | 수비면 | 국도 제88호선과 중복 |
| 수하교       |                               | 영양군 | 수비면 |                      |
| 수하2교      |                               | 영양군 | 수비면 |                      |
| 신암교       |                               | 영양군 | 수비면 |                      |
| 신천1교      |                               | 영양군 | 수비면 |                      |
| 신천2교      |                               | 영양군 | 수비면 |                      |
| 신암2교      |                               | 영양군 | 수비면 |                      |
| 신암교       |                               | 영양군 | 수비면 |                      |
| 신암3교      |                               | 영양군 | 수비면 |                      |
| 남회룡교     |                               | 봉화군 | 소천면 |                      |
| 남회룡삼거리 | 남회룡로                      | 봉화군 | 소천면 |                      |